# Cabo Rojo (Porto Rico)
Pour les articles homonymes, voir Cabo Rojo.
Cabo Rojo est une municipalité située sur l'ile de Porto Rico (Code International : PR.CR) couvrant une superficie de 185 km2 et regroupant 47 158 habitants en 2020.

## Histoire
La flottille de Dudley, corsaire anglais, y fit escale en mars 1595.

## Économie

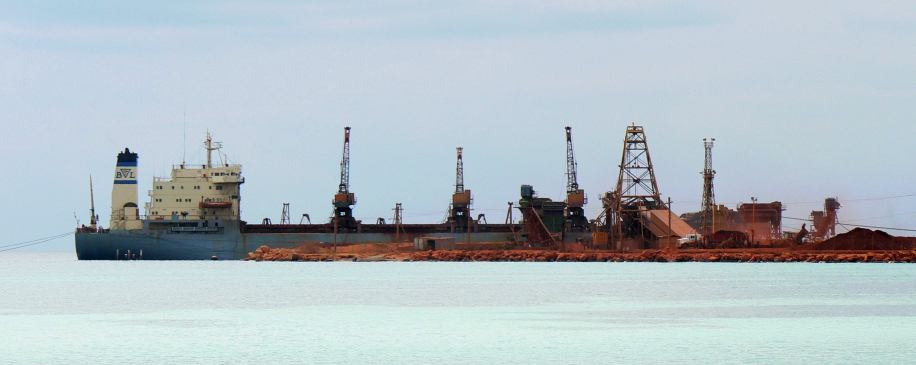
Bauxite chargée sur un cargo à Cabo Rojo

## Personnalité liées à la communauté
- Ramón Emeterio Betances (1827-1898), indépendantiste portoricain.